# 南扎错
南扎错也叫纳丁错（藏語：སྣ་བྲག་མཚོ།，威利转写：sna brag mtsho，THL：Nadrak Tso）位于中国西藏自治区阿里地区改则县境内，地处改则县东南部，湖面海拔4868米，面积12.8平方公里。湖区气候寒冷干燥，年均气温-2℃，年均降水量150～200毫米。湖水主要时令河补给，集水区面积521平方公里。